# Santa Teresa (kommun)
Santa Teresa är en kommun i Brasilien.   Den ligger i delstaten Espírito Santo, i den sydöstra delen av landet, 900 km sydost om huvudstaden Brasília. Antalet invånare är 21 815.
Följande samhällen finns i Santa Teresa:
- Santa Teresa

I omgivningarna runt Santa Teresa växer i huvudsak städsegrön lövskog. Runt Santa Teresa är det ganska glesbefolkat, med 35 invånare per kvadratkilometer.